# SET (танк)
ŠET (чеш. Škoda elektrický tank, Шкоды электрический танк) — чехословацкий лёгкий танк-амфибия, изготовленный в 1930-х годах. Один из первых танков с электродвигателем. Также обозначался как Škoda TE (Tank Elektrický).

## Краткое описание
В 1936 году в армии Чехословакии появился перспективный танк S-II-a, а фирма «Škoda» не остановилась на достигнутом и предложила экспериментальный вариант на укороченном шасси. Уникальность танка заключалось в его особом двигателе, состоявшем из авиамотора Avia TR-12, электрогенератора и двух электромоторов. От электросистемы работала тормозная система, а передача мощности осуществлялась при помощи редукторов и карданного вала. Ходовая часть состояла из 5 катков, двух роликов и направляющего колеса на один борт.
Корпус машины был клепаным и собирался на металлическом каркасе при помощи уголков, заклепок и болтов. Толщина бронирования составляла 15 мм для лобовых и бортовых бронелистов. Не был, однако, реализован проект башни с аналогичным бронированием. Вооружение танка состояло из двух 7,92-мм пулеметов ZB vz.37 (один в башне, второй в корпусе слева от водителя).

## Испытания
Единственный прототип экспериментального танка был изготовлен зимой 1938 года и представлял собой только шасси, на котором проверяли электродвигатель. Впрочем, немцы после оккупации Чехии заинтересовались таковой системой и разрешили инженерам начать испытания, однако в 1940 году испытания остановились из-за высокой стоимости.
Тем не менее, осенью 1941 года немцы снова запросили о помощи чехословацких инженеров для помощи по разработке тяжёлого танка VK 4501(P) с электротрансмиссией. Для испытаний выбрали тот самый SET и французский тяжелый танк FCM 2C. Новый этап испытаний SET был проведен в октябре 1941 года, однако на этом информация об испытаниях обрывается, и известно только, что он был разобран.